# Lijst van straten in Almelo
Dit is een lijst van straten in Almelo in de provincie Overijssel en hun oorsprong/betekenis. 

## A
- 1e Sligtestraat - Almelo lag vroeger in "Ambt Almelo Sligte"
- 2e Sligtestraat -
- Aaboerlaan - boerderij aan riviertje de Almelose Aa[1]
- Aadijk - riviertje Almelose Aa
- Aadorp - riviertje Almelose Aa
- Aalbersehof - Piet Aalberse, Tweede Kamerlid voor Almelo
- Aalderinkshof -
- Aalderinkssingel -
- Aalenhuislaan - J. Aalenhuis, Twents auteur
- Aastraat - rivier Almelose Aa
- Abbingastate - Abbingastate
- Abraham Kuyperstraat - Abraham Kuyper (Maassluis, 29 oktober 1837 – Den Haag, 8 november 1920) was een Nederlands theoloog, predikant, staatsman en journalist.
- Abraham Steenhagenstraat - Abraham Steenhagen was meubelmaker, geboren op 15 mei 1907 te Ambt Almelo, sneuvelde 13 mei 1940, op 32-jarige leeftijd, op de Grebbeberg bij Rhenen.
- Acaciaplein - acacia
- Achter de Molen -
- Achterhoeksweg - Achterhoek
- Achtzaligheden -
- Adastraat - gravin Ada van Holland
- Adriaen Brouwerstraat - Adriaen Brouwer, Adriaen Brouwer (Oudenaarde, 1605 - Antwerpen, vóór 1 februari 1638) was een Vlaams kunstschilder en tekenaar uit de barokperiode.
- Adriaen van Ostadestraat - Adriaen van Ostade
- Aert van der Neerstraat - Aert van der Neer
- Albardastraat - Willem Albarda (1764-1847), rechter en politicus
- Albert Cuypstraat - Albert Cuyp, kunstschilder
- Albert Verweystraat - Albert Verwey
- Aldengoor - Kasteel Aldenghoor, in het Midden-Limburgse dorp Haelen.
- Alenhuisweg -
- Aletta Jacobsstraat - Aletta Jacobs, feministe
- Algenstraat -
- Alidastraat -
- Almelosestraat - Almelo (de straat ligt vrijwel geheel in de gemeente Wierden en liep oorspronkelijk naar Almelo)
- Amaliaplein - Prinses Catharina-Amaliaplein
- Ambachtstraat -
- Ambtstraat - Tussen 1818 en 1914 was de gemeente Almelo opgesplitst in de gemeenten Stad Almelo en Ambt Almelo.
- Ampsen - naam van een kasteel, landgoed en buurtschap in de gemeente Lochem, noordelijk van Lochem
- Anemoonstraat - anemoon
- Anjelierstraat - anjelier, plantennaam
- Apollolaan -
- Appelstraat -
- Arendsboerweg -
- Ariënshof - Alfons Ariën 1860-1928, voorman der arbeidersbeweging
- Asserlaan -
- Asterstraat - bloemennaam aster
- Avenue -

## B
- Bachlaan - Johann Sebastian Bach
- Badweg -
- Bakenstraat -
- Baniersweg -
- Bartelshoek -
- Bartokstraat - Béla Bartók (Nagyszentmiklós, 25 maart 1881 – New York, 26 september 1945) was een Hongaars componist en pianist.
- Bassin -
- Bavinkelsweg -
- Bavinkstraat -
- Bavinksweg -
- Beatrixstraat - Beatrix der Nederlanden
- Beeckesteyn - buitenplaats Beeckestijn
- Beeklustlaan - boerderij Erve Beeklust
- Beekstraat -
- Beethovenlaan - Ludwig van Beethoven (Bonn, 16 december 1770 – Wenen, 26 maart 1827) was een Duitse componist, musicus, virtuoos en dirigent.
- Begoniastraat - begonia, plantennaam
- Beldsteeg -
- Bellavistastraat
- Bellinistraat - Vincenzo Bellini (Catania, 3 november 1801 - Puteaux, 23 september 1835) was een Italiaans componist
- Bellinkhofsdwarsweg -
- Bellinkhofsweg -
- Belvedere - uitkijktoren
- Berkelstraat - Berkel
- Berlagelaan - Berlage, architect
- Berliozstraat - Hector Berlioz (La Côte-Saint-André, 11 december 1803 – Parijs, 8 maart 1869) was een Frans componist. Hij was een belangrijk en vernieuwend vertegenwoordiger van de Franse romantiek.
- Bernardus Blommersstraat - Bernardus Blommers (Den Haag, 30 januari 1845 – aldaar, 12 december 1914) was een Nederlandse kunstschilder.
- Betuining -
- Beverdamlaan -
- Bevrijdingslaan -
- Beymahuis - Court Lambertus van Beyma (Harlingen, 5 februari 1753 – Dronrijp, 7 september 1820) was grietenijsecretaris, notaris en veilingmeester, afgevaardigde en gedeputeerde in de Friese Staten, voorman van de Friese patriotten, leider van een coup en balling in Noord-Frankrijk.
- Biesterweg - biest, type plein uit de Frankische tijd. De oorspronkelijke betekenis plaats waar veel biezen groeien werd later veralgemeend tot Centraal plein met dierendrinkplaats
- Biezenstraat -
- Bilderdijkstraat - Willem Bilderdijk (Amsterdam, 7 september 1756 – Haarlem, 18 december 1831) was een Nederlands geschiedkundige, taalkundige, dichter en advocaat.
- Biljoen - Kasteel Biljoen ligt tussen Veluwe en IJssel nabij het Gelderse Velp in de gemeente Rheden.
- Binnenhof - deel van een kasteel
- Bizetstraat - Georges Bizet (Parijs, 25 oktober 1838 – Bougival, 3 juni 1875) was een Frans componist die vooral bekend is door zijn opera Carmen en zijn orkestsuites L'Arlésienne.
- Blauwe Camer - De Blauwe Camer is een van de vijf slotjes in Oosterhout. In het kasteel is kloostergemeenschap Sint-Catharinadal gevestigd.
- Blauwhuisweg -
- Bleijenbeek - Kasteel Bleijenbeek begon kort voor de 14e eeuw en eindigde voorlopig in 1945, toen het kasteel door een bombardement door de RAF verwoest werd. De ruïne ligt aan de weg van Afferden naar Siebengewald in Afferden te Limburg.
- Bleskolksingel - plas Bleskolk
- Bleskolksweg - plas Bleskolk
- Blikkenburg - Blikkenburg is een kasteel in de wijk Zeist-West in Zeist, in de Nederlandse provincie Utrecht.
- Bloemenwaaier -
- Boddenstraat -
- Boerbank -
- Boerhaavelaan - Herman Boerhaave
- Boershuisweg -
- Bolkshoeksweg -
- Bongerd - bongerd in de betekenis van boomgaard
- Boompjes -
- Boomshoeksdwarsweg -
- Boomshoeksstraat -
- Border - Border (tuin)
- Borg Allersma - De Allersmaborg is een borg in het streekje Allersma ten noordoosten van Ezinge in de provincie Groningen.
- Borg Ekenstein - De borg Ekenstein werd in 1648 gebouwd in opdracht van de arts en latere burgemeester van Groningen Johan Eeck (sr.) en zijn vrouw Johanna Bernards uit Farmsum
- Borg Ewsum - Ewsum is een voormalige borg bij Middelstum, in de Nederlandse provincie Groningen.
- Borg Piloursema - De Piloersemaborg is een borg gelegen in het Groningse Westerkwartier in het dorpje Den Ham, behorend tot de gemeente Westerkwartier.
- Borg Rusthoven - Rusthoven is een borg met voormalig tichelwerk in de Groningse gemeente Eemsdelta.
- Borneostraat - eiland Borneo in Indonesië
- Bornerbroeksestraat - weg naar Bornerbroek
- Bornsestraat - weg naar Borne (Overijssel)
- Bosbeek -
- Bosrand -
- Bosstraat -
- Botniastate - Botniastate
- Bouvigne - Kasteel Bouvigne ligt even buiten de wijk het Ginneken en vlak bij het Mastbos ten zuiden van Breda.
- Braakweg -
- Braamhof -
- Brahmsstraat - Johannes Brahms (Hamburg, 7 mei 1833 – Wenen, 3 april 1897) was een Duitse componist, dirigent, organist en pianist.
- Brandersweg -
- Brandrietsweg -
- Brecklenkamp -
- Brederostraat - Gerbrand Adriaensz. Bredero (Amsterdam, 16 maart 1585 – aldaar, 23 augustus 1618) was een Nederlands dichter, toneelschrijver en rederijker. Hij was een der grote Nederlandse 17de-eeuwse auteurs.
- Bremstraat - brem, plantensoort
- Brink - centrale plek in het dorp
- Broderie - broderie, tuinierdersterm
- Broekerheide
- Brouwerijstraat -
- Brücknerstraat - Anton Bruckner (Ansfelden, 4 september 1824 – Wenen, 11 oktober 1896) was een Oostenrijks componist.
- Brugstraat -
- Buitenhof - deel van een kasteel
- Burcht - verdedigingswerk
- Burmaniahuis - Burmaniahuis in Leeuwarden

## C
- Canadahof - Canada
- Canisiushof - De heilige Petrus Canisius (Nijmegen, 8 mei 1521 – Fribourg, 21 december 1597) was een theoloog en de eerste Nederlandse jezuïet.
- Cascade - cascade, zuilengang
- Castellolaan -
- Catharina van Renneslaan - Catharina van Rennes (Utrecht, 2 augustus 1858 – Amsterdam 23 november 1940) was een Nederlandse componiste en zangpedagoge. Ze richtte zich in haar werk vooral op kinderen.
- Cato Elderinklaan - Catharina Elderink (Enschede, 28 februari 1871 – aldaar, 14 juni 1941) was een Nederlandse schrijfster en dichteres in de Twentse streektaal.
- Celebesstraat - Celebes, eiland in Indonesië
- Centrumplein - centrum van Almelo
- César Franckstraat - César Auguste Jean Guillaume Hubert Franck (Luik, 10 december 1822 – Parijs, 8 november 1890) was een componist, pianist, organist, dirigent en muziekpedagoog die in Luik werd geboren (toen deze stad onderdeel was van het Verenigd Koninkrijk der Nederlanden).
- Chiel Dethmersstraat -
- Chopinstraat - Frédéric Chopin (Żelazowa Wola, 1 maart of 22 februari[2] 1810 – Parijs, 17 oktober 1849) was een Pools componist en virtuoos pianist uit de romantiek.
- Christoffelstraat - Christoffel is een heilige in de Rooms-Katholieke Kerk en de orthodoxe kerken. Christoffel geldt als een belangrijke heilige die in vele landen en perioden vereerd werd en wordt.
- Clematisstraat - clematis, plantensoort
- Coendersborg - Coendersborg is een Groninger borg in het dorp Nuis horende bij de gemeente Westerkwartier.
- Colonnade - colonnade
- Constantijn Huygensstraat - Constantijn Huygens (Den Haag, 4 september 1596 – aldaar, 28 maart 1687) was een Nederlandse dichter, diplomaat, geleerde, componist en architect.

## D
- Dahliastraat - dahlia, plantenfamilie
- Damast - damast, stofsoort
- De Alk - alk, vogelsoort
- De Ara - ara, vogelsoort
- De Bakspieker -
- De Beo - beo, vogelsoort
- De Binckhorst - Kasteel de Binckhorst is een kasteel uit de 17de eeuw. Het ligt aan de rand van Den Haag.
- De Boerenzwaluw - boerenzwaluw, vogelsoort
- De Bonte Specht - bonte specht, vogelsoort
- De Boomklever - boomklever, vogelsoort
- De Buizerd - buizerd, vogelsoort
- De Condor - condor, giersoort, alleseter
- De Croon -
- De Delle - Del (geografie) (of delle), een holte in het landschap
- De Eese - De Eese, landgoed grotendeels gelegen in de uiterste noordoosthoek van de Overijsselse gemeente Steenwijkerland met verder een klein deel in de Drentse gemeente Westerveld en nog een heel klein deel in de Friese gemeente Weststellingwerf.
- De Eik - eik, boomsoort
- De Emoe - emoe, vogelsoort
- De Fazant - fazant, vogelsoort
- De Fuut - fuut, vogelsoort
- De Geelgors - geelgors, vogelsoort
- De Gent - gent, vogelsoort
- De Giervalk - giervalk, vogelsoort
- De Gieteling -
- De Gors - gors, vogelsoort
- De Gotte -
- De Goudvink - goudvink, vogelsoort
- De Graspieper - graspieper, vogelsoort
- De Grenzen -
- De Griffioen - griffioen. ook grijpvogel of Vogel Grijp genoemd, is een hybridisch fabeldier dat de heerschappij over twee rijken symboliseert: over de aarde (zijn leeuwenlichaam) en over de lucht (de kop en de vleugels van een adelaar).
- De Grutto - grutto, weidevogel
- De Haere - De Haere is een havezate aan de rivier de IJssel in de buurtschap Hengforden onder de gemeente Olst-Wijhe, ongeveer 7 km ten noorden van Deventer.
- De Havik - havik, vogelsoort
- De Hoge Dam -
- De Hop - hop, vogelsoort
- De Houtduif - houtduif, vogelsoort
- De Houtsnip - houtsnip, vogelsoort
- De Hoven -
- De IJsduiker - ijsduiker, vogelsoort
- De IJsvogel - ijsvogel
- De Ibis - Ibissen en lepelaars, een familie van vogels uit de vogelorde ooievaarachtigen
- De Jachtvalk - jachtvalk, afgerichte vogelsoort
- De Jager -
- De Jan van Gent - jan-van-gent, vogelsoort
- De Karekiet - vogel uit het geslacht Acrocephalus
- De Klencke - De Klencke is een havezate nabij de plaats Oosterhesselen in de Nederlandse gemeente Coevorden. Het landgoed omvat naast de havezate een vijftal boerderijen met ongeveer 200 hectare land.
- De Klinker -
- De Kolibrie - kolibrie
- De Koperwiek - koperwiek, vogelsoort
- De Kreek -
- De Kremer -
- De Lepelaar - lepelaar, vogelsoort
- De Maraboe - maraboe, vogelsoort
- De Meerkoet - meerkoet
- De Mees - mezenfamilie
- De Merel - merel, vogelsoort
- De Molenstreng -
- De Mus - mussen, vogelsoort
- De Nachtpauw - straat in de wijk Kanaalhoek
- De Nachtuil - uilensoort
- De Notenkraker - notenkraker
- De Oehoe - oehoe, uilensoort
- De Oeverpieper - oeverpieper, vogel
- De Oeverzwaluw - oeverzwaluw, vogelsoort
- De Olijflijster - lijsters, vogelsoort
- De Ooievaar - ooievaar, vogelsoort
- De Ortolaan - ortolaan, vogelsoort
- De Paradijsvogel - Paradijsvogels (Paradisaeidae) zijn een familie van vogels uit de orde zangvogels, die vrijwel beperkt is tot Nieuw-Guinea en omringende eilanden, en het noordoosten van Australië. Enkele soorten komen ook op de Molukken voor.
- De Parelduiker - parelduiker, vogelsoort
- De Parkiet - parkieten, vogelsoort
- De Patrijs - patrijs, vogelsoort
- De Pauw - pauw
- De Pelikaan - pelikaan
- De Pijlstaart - pijlstaart, een familie zangvogels
- De Pimpelmees - pimpelmees
- De Pinguin - pinguïn, vogel
- De Plevier - plevier, vogel
- De Poll -
- De Putter - putter, vogelsoort
- De Raadsheer - raadsheer
- De Raaf - raaf, vogel
- De Ral - ral, vogel
- De Ransuil - ransuil, vogelsoort
- De Regenwulp - regenwulp
- De Reiger - reiger
- De Renvogel - renvogel
- De Reuzenstern - reuzenstern, vogelsoort
- De Rietgors - rietgors
- De Rietzanger - rietzanger, vogel
- De Ringmus - ringmus, vogel
- De Roerdomp - roerdomp, vogel
- De Roodborst - roodborst
- De Rotsduif - rotsduif
- De Ruiter -
- De Ruyterstraat - Michiel de Ruyter, zeevaarder
- De Rystvogel -
- De Schöppe - museum Eungs Schöppe in Markelo[3]
- De Sijs - sijs, vogel
- De Specht - specht, vogelsoort
- De Sperwer - sperwer  (Accipiter nisus) is een kleine, snelle roofvogel uit de familie van de Accipitridae (Haviken en Arenden).
- De Stern - sterns, vogelsoort
- De Taling - taling
- De Tapuit - tapuit
- De Toekan - toekans, vogelfamilie
- De Tortel - tortelduif, vogelsoort
- De Valduif - valduif, vogelsoort
- De Valk - valk
- De Veldhoen - veldhoen, vogel
- De Vink - vink, vogel
- De Vogelweide -
- De Waag -
- De Watersnip - watersnip, vogel
- De Wetstraat -
- De Wheer -
- De Wielewaal - wielewaal, zangvogel
- De Wiersse - Kasteel De Wiersse is een rijksmonument, buitenplaats en landgoed in Vorden in de gemeente Bronckhorst, in de Nederlandse provincie Gelderland.
- De Wipstaart - lijsterachtige vogel
- De Wulp - wulp, vogelsoort
- De Zanglijster - zanglijster, vogel
- De Zwaan - zwaan, watervogel
- De Zwaluw - zwaluw, vogel
- Debussystraat - Claude Debussy (Saint-Germain-en-Laye, 22 augustus 1862 – Parijs, 25 maart 1918) was een Frans componist die vernieuwing bracht binnen de klassieke muziek.
- Dekemastate - Dekemastate
- Deken Reijgerslaan -
- Deldensestraat - Delden, waar de straat oorspronkelijk naartoe liep.
- Demmersdwarsweg -
- Demmersweg -
- Den Aalhorst - Den Aalshorst is een buitenplaats in de buurtschap Millingen in de Overijsselse gemeente Dalfsen.
- Den Berg -
- Den Bramel - Kasteel Den Bramel is een buitenplaats[4] en voormalig kasteel ten westen van de weg Vorden-Almen in het hart van de Achterhoek, in de Nederlandse provincie Gelderland.
- Der Boede - Huis der Boede is een landhuis vlak bij de Zeeuwse plaats Koudekerke. Het werd gebouwd omstreeks 1740 naar een ontwerp van de Antwerpse bouwmeester Jan Pieter van Baurscheidt de Jonge.
- Derk Smoeslaan - Derk Smoes, verzetsman die een spectaculaire bankroof deed op 15 november 1944 op het filiaal van de Nederlandsche Bank in Almelo.[5]
- Diepenbrockstraat - Alphons Diepenbrock (Amsterdam, 2 september 1862 – aldaar, 5 april 1921), was een Nederlands componist en schrijver over muziek en andere onderwerpen.
- Dijkstraat - Dijk (waterkering)
- Dikkersweg -
- Dinkelstraat - Dinkel, riviertje
- Deken van der Waardenlaan -
- Doctor Wiardi Beckmanstraat - zie Dr. Wiardi Beckmanstraat
- Doedes Breuning ten Catestraat - de familie Doedes Breuning ten Cate speelde een grote rol in de textielindustrie rond Almelo
- Doelengang - zie Doelenstraat
- Doelenstraat - Doelenstraat
- Dokter Sillevislaan - W.G. Sillevis Smitt, van 1938-1965 hoogleraar in de neurologie te Utrecht.
- Dollegoorweg - Het naoorlogse bedrijventerrein Dollegoor in Almelo is het begin van de gemengde industrie in Almelo
- Domela Nieuwenhuishof - Ferdinand Domela Nieuwenhuis
- Doniastate - Doniastate
- Donizettistraat - Gaetano Donizetti (Bergamo, 29 november 1797 – aldaar, 8 april 1848) was een Italiaans operacomponist.
- Dotterbloemstraat - dotterbloem, plantensoort
- Dr Wiardi Beckmanstraat - Herman Bernard Wiardi Beckman (Nijmegen, 4 februari 1904 – Dachau, 15 maart 1945), was een Nederlands politicus en een Nederlandse verzetsstrijder tijdens de Tweede Wereldoorlog.
- Drakensteyn - Drakensteyn
- Drienermarsweg -
- Drostendijk -
- Ds de Geusstraat - Cornelis de Geus, dominee
- Duinbeke -
- Duindoornstraat - duindoorn, plantensoort
- Duivenvoorde - Kasteel Duivenvoorde in Voorschoten
- Duparcstraat - Henri Duparc (Parijs, 21 januari 1848, Mont-de-Marsan, Landes, 12 februari 1933), was een Franse componist.

## E
- Ebbenhorst - buurtschap Ebbenhorst
- Eerde - Eerde is een landgoed nabij de buurtschap Eerde in de gemeente Ommen.
- Egbert Gorterstraat - Egbert Gorter
- Egbert ten Catelaan - Egbert ten Cate
- Eilandstraat -
- Elsboerlaan -
- Elswout - Elswout, een ca. 85 ha groot landgoed bij Overveen in eigendom van Staatsbosbeheer.
- Elzenstraat -
- Emmastraat - Emma van Waldeck-Pyrmont, koningin
- Engelsemeel -
- Esheksweg -
- Eskerplein -
- Evertsenstraat - Jan Evertsen, zeeheld
- Exoolaan - boerderij in de kromming van Regge tussen Enter en Wierden.In 1475 in de betekenis van met eiken begroeide hoogte (Ekeshoe).

## F
- Fabrieksstraat -
- Fazant - fazant, vogel
- Ferdinand Bolstraat - Ferdinand Bol, schilder
- Finlandia - Finlandia is een symfonisch gedicht van Jean Sibelius en waarschijnlijk het bekendste werk van deze Finse componist.
- Flevoplantsoen -
- Flierweg - violier
- Fogelsanghstate - Fogelsangh State in het Friese dorp Veenklooster is een stins uit 1646.
- Folie -
- Frans Halsstraat - Frans Hals, schilder
- Frans van Mierisstraat - Frans van Mieris
- Frederik van Eedenstraat - Frederik van Eeden
- Fredinglaan -
- Frerikshuislaan -
- Frits ten Brinkstraat - Frits ten Brink, verzetsstrijder uit Almelo die op 15 oktober 1944 door de Duitsers werd gefusilleerd.

## G
- G A Leendertz Ladeniuslaan - Gaatske Adriana (Adri) Ladenius, (Emmen, 29 oktober 1883 – Almelo 21 april 1953), sociaaldemocrate en eerste vrouwelijk Statenlid.
- G B Vloedbeldlaan - Gerard Vloedbeld, (Ambt Almelo, 9 maart 1884 – Almelo, 17 november 1961) was een Nederlands schrijver. Hij was bovendien actief in de Twentse taalbeweging. Hij schreef een enorme hoeveelheid artikelen en verhalen over de geschiedenis en folklore van Twente.
- G K van Hogendorpstraat - Gijsbert Karel van Hogendorp (Rotterdam, 27 oktober 1762 – Den Haag, 5 augustus 1834) was een Nederlands conservatief politicus, een telg uit het Rotterdamse geslacht Van Hogendorp. In 1813 vormde hij samen met Frans Adam van der Duyn van Maasdam en Leopold van Limburg Stirum het Driemanschap van 1813. Van Hogendorp was een van de opstellers van de Nederlandse Grondwetten van 1814 en 1815.
- G T Rietveldstraat - Gerrit Rietveld (Utrecht, 24 juni 1888 – aldaar, 25 juni 1964) was een Nederlands architect en meubelontwerper. Hij maakte ook grafisch werk, onder meer affiches en omslagen voor tijdschriften, waaronder een voor De Gemeenschap in 1925. Hij is vooral bekend als lid van De Stijl en als pionier van het nieuwe bouwen.
- Gaarden -
- Gabriël Metsustraat - Gabriël Metsu (Leiden, januari 1629 – begraven Amsterdam, 24 oktober 1667) was een Nederlandse kunstschilder uit de Gouden Eeuw.
- Gagelstraat - gagel, plantensoort
- Ganzendiepstraat - Het Ganzendiep is een zijtak van de Nederlandse rivier de IJssel bij de stad Kampen. Het Ganzendiep is negen kilometer lang en mondt uit in het Zwarte Meer. Het Ganzendiep is bij de IJssel afgesloten met een sluis, de Ganzensluis. Het riviertje de Goot is weer een zijtak van het Ganzendiep.
- Ganzevoet - ganzevoet, plantensoort
- Garenboom - garen
- Gebroeders van Doorenstraat -
- Geert Grootelaan - Geert Groote
- George Breitnerstraat - George Breitner, schilder
- Geraniumstraat - geraniums, plantenfamilie
- Gerard Doustraat - Gerard Dou, schilder
- Gerard Terborchstraat - Gerard Terborch
- Goedharthof -
- Goeman Borgesiusstraat - Goeman Borgesius
- Goossenmaatsweg -
- Goudenregenstraat - goudenregen, plantensoort
- Goudriaanlaan -
- Goudsbloemstraat - goudsbloem, plantensoort
- Govert Flinckstraat - Govert Flinck, schilder
- Grand Canal -
- Grasbroek -
- Grasbroekweg -
- Graskom - grasveld, tuiniersterm
- Graslaan -
- Gravenallee - Gravenallee
- Gravenstraat
- Grensweg -
- Griegstraat - Edvard Grieg (Bergen, 15 juni 1843 – aldaar, 4 september 1907) was een Noors componist en pianist uit de Romantiek.
- Grimberglaan - Grimberg was een havezate in de buurschap Notter, gemeente Wierden. Het was gelegen in het voormalige richterambt Kedingen. Van het oude kasteel is alleen de toegangspoort bewaardgebleven.
- Grintweg -
- Groen van Prinstererstraat - Guillaume Groen van Prinsterer (Voorburg, 21 augustus 1801 – Den Haag, 19 mei 1876), zoon van de staatsraad Petrus Jacobus Groen van Prinsterer en Adriana Hendrika Caan, was een antirevolutionair Nederlands politicus en historicus.
- Groene Bruglaan -
- Groeneveldsweg -
- Groot Bokhove -
- Groot Hag -
- Grote Bavenkelsweg - gehucht Bavenkel
- Grotestraat - Grotestraat
- Grovestins - Grovestins
- Gunterstein - Gunterstein

## H
- Haagbeuk - haagbeuk, boomsoort
- Hackfort - Kasteel Hackfort is een in goede staat verkerend kasteel in Vorden, waarbij de omgeving vrij toegankelijk is, dankzij de huidige eigenaar de Vereniging tot Behoud van Natuurmonumenten.
- Hagedoornstraat - hagedoorn, plantensoort
- Hagenborgh -
- Hagengracht -
- Hagenstraat -
- Haghoeksweg -
- Hamerden - Huis Hamerden te Westervoort, aan de weg naar Duiven
- Hamsterborg - Piloersemaborg of Hamsterborg is een borg gelegen in het Groningse Westerkwartier in het dorpje Den Ham, behorend tot de gemeente Westerkwartier. Het is de laatste boerderijborg in Nederland en is thans in gebruik als hotel.
- Händelstraat - Georg Friedrich Händel (Halle an der Saale, 23 februari 1685 – Londen, 14 april 1759) was een barokcomponist.
- Hankemaborg - Hankemaborg, een borg bij Zuidhorn. De families Hanckema, Broersema, de Sighers, Ten Ham, Clant, Bindervoet, Gelderman en Clant Bindervoet hebben de borg bewoond. Van de borg resteren een in 1965 herbouwd schathuis, een stenen leeuw en een zandstenen ornament. De contouren werden in 1993 aangegeven ter bepaling van de locatie.
- Hantermansdwarsgang
- Hantermansdwarsstraat
- Hantermansstraat - Een hanze of hanza ('groep, schare of gevolg' als van het Oudhoogduits hansa) was een samenwerkingsverband van handelaren en steden tijdens de middeleeuwen.
- Hanzelaan - Hanze
- Hartkoornlaan -
- Haven Noordzijde -
- Havenkade -
- Havezathe - havezathe
- Haven Zuidzijde -
- Havikshorst - De Havixhorst is een in 1618 erkende havezate gelegen op een landgoed in de gemeente Meppel in de Nederlandse provincie Drenthe.
- Haydnlaan - Joseph Haydn (Rohrau, 31 maart 1732 – Wenen, 31 mei 1809) was een Oostenrijks componist. Haydns werk wordt gerekend tot de muziek van de klassieke periode.
- Hazelaarstraat - hazelaar, boomsoort
- Hedeveld -
- Heetveldsweg -
- Heijen - Heijen is een dorpskern van de gemeente Gennep. Het maakte voor de toevoeging aan Gennep in 1973, deel uit van de gemeente Bergen.
- Hemmemastate - Hemmemastate
- Hendrick de Keyserstraat - Hendrick de Keyser
- Henk Höftenstraat - Henk Höften, verzetsman
- Henri Dunantstraat - Henri Dunant
- Henriëtte Roland Holstlaan -  Henriëtte Roland Holstlaan
- Herengracht -
- Herinckhave -
- Heringastate - Heringastate
- Herman Kruyderlaan -
- Heslingahuis - Heslingahuis
- Het Bladkoninkje -
- Het Bolkshuis -
- Het Brinkhuis -
- Het Ebberhorst -
- Het Groot Hofstee -
- Het Holsbrink -
- Het Hooghuis -
- Het Hulshorst -
- Het Kalkhaar -
- Het Klein Hofstee -
- Het Kolkje -
- Het Kortegarde -
- Het Laar -
- Het Loo -
- Het Oude Loo -
- Het Schol -
- Het Vossekamp -
- Het Wolfshuis - Wolfshuis is een buurtschap op het Plateau van Margraten ten oosten van de buurtschap Gasthuis en het dorp Bemelen in de gemeente Eijsden-Margraten in de Nederlandse provincie Limburg.
- Het Zeiger -
- Hillenraadt - Kasteel Hillenraad, gelegen aan de zuidkant van Swalmen in de gemeente Roermond (Limburg), is een vierkante waterburcht, oorspronkelijk uit de 14e eeuw. Het kasteel ligt te midden van een landgoed nabij het dorp Boukoul.
- Hoenlo -
- Hof van Gulick - hertogdom Gulik (ook land van Gulik) was eerst een graafschap en vanaf 1356 een hertogdom dat tot het Heilige Roomse Rijk behoorde. Het gebied omvatte een gebied tussen de Maas en de Rijn met de Roer als de centrale as. De hoofdplaats was de gelijknamige stad Jülich. Met uitzondering van enkele plaatsen in Nederlands-Limburg lag het geheel in het huidige Duitsland. Het hertogdom was binnen het Heilige Roomse Rijk ingedeeld bij de Nederrijns-Westfaalse Kreits.
- Hofkampstraat -
- Hofstraat -
- Hofwijck - Hofwijck is een buitenplaats gelegen in Voorburg, aan de Vliet of Rijn-Schiekanaal, het kanaal van Delft naar Leiden.
- Hoge Es -
- Hogebeldsweg -
- Holtjesstraat -
- Holtrichter - Een markegerecht of holting werd gehouden door de markerichter samen met de erfgenamen of buren. De holtrichter moest "dat holtgericht heijgen und de Banck spannen" (met touwen het gebied afzetten, waarbinnen de gerichtshandelingen zich zouden voltrekken). Een proces stond onder voorzitterschap van de holtrichter, die om een vonnis vroeg, dat vervolgens werd voorgesteld door een "oordeelwijzer" en goedgekeurd door "omstanders". Vaak betrof het geschillen tussen marken onderling, zoals het grensverloop, het gebruiksrecht van de gronden of het recht op water.
- Hoog Schuilenborg -
- Hoornbladstraat - hoornblad
- Horn -
- Horstlaan -
- Hortensiastraat - hortensia
- Hospitaalweg -
- Hoxwier - Hoxwier
- Huize Almelo - Huis Almelo is een havezate in Almelo die het centrum van de heerlijkheid Almelo vormde. Het wordt voor het eerst genoemd in 13e eeuw. Egbert van Almelo regelde in zijn testament van 6 juni 1297 onder andere de nalatenschap van zijn kasteel (castrum) in Almelo.
- Hulststraat - hulst, plantensoort
- Huttenweg -

## I
- IJsselstraat - De rivier de IJssel (of Gelderse IJssel, ter onderscheiding van de Hollandse IJssel; Nedersaksisch: Iessel) is een Nederlandse aftakking van de Rijn. Zij takt bij Westervoort (de IJsselkop) ten oosten van Arnhem af van de Rijn bij Kmr 878,6 en stroomt in noordoostelijke en later in noordelijke richting naar het Ketelmeer respectievelijk het IJsselmeer.
- Iepenstraat - iep (Ulmus) (ook bekend als olm) is een geslacht van loofbomen.
- Irisstraat - Lis is een geslacht uit de lissenfamilie (Iridaceae). Zowel het geslacht als de soorten worden in de volksmond iris genoemd.

## J
- J B Berninklaan - oprichter en 1e directeur van Natura Docet[6]
- J B van Loghemstraat - Johannes Bernardus van Loghem (Haarlem, 19 oktober 1881 – aldaar, 28 februari 1940) was een Nederlands architect. Hij was een socialist wat onder meer tot uiting kwam in zijn ontwerpen van tuindorpen, zo werkte hij bijvoorbeeld mee aan Betondorp. Van Loghem was een van de vertegenwoordigers van de Nieuwe Haagse School.
- J Duikerstraat - Jan Duiker (Den Haag, 1 maart 1890 – Amsterdam, 23 februari 1935) was een Nederlands architect met een vrij korte beroepscarrière
- J G Wiebengastraat - Jan Gerko Wiebenga (Surakarta, 20 december 1886 – Den Haag, 1 januari 1974) was een Nederlandse architect/ingenieur. Vanwege zijn vroege toepassing van skeletconstructies in gewapend beton kan Wiebenga beschouwd worden als pionier van het nieuwe bouwen in Nederland.
- J J P Oudstraat - Jacobus Johannes Pieter Oud (Purmerend, 9 februari 1890 – Wassenaar, 5 april 1963) was een Nederlands architect. Hij is bekend geworden als lid van kunstbeweging De Stijl en voorvechter van de moderne architectuur.
- J J van Deinselaan - Jacobus Joännes van Deinse (Enschede, 6 januari 1867 – aldaar, 24 februari 1947) wordt wel de primus inter pares genoemd[7] onder de Twentse regionalisten van voor de Tweede Wereldoorlog vanwege zijn onderzoek en publicaties maar vooral vanwege de vele initiatieven die hij nam en functies die hij bekleedde in de wereld van de Enschedese en Twentse cultuur en geschiedenis.
- J. Duikerstraat - Jan Duiker (ook Johannes Duiker) (Den Haag, 1 maart 1890 – Amsterdam, 23 februari 1935) was een Nederlands architect met een vrij korte beroepscarrière. Gedurende vijftien jaar, van ongeveer 1920 tot 1935, het jaar van zijn vroegtijdige dood, behoort het werk van Duiker, naar het oordeel van velen, tot het beste wat in de Nederlandse architectuur tot stand kwam. Aldo van Eyck plaatst hem bij de meest vindingrijke architecten ooit.
- Jachthavenlaan -
- Jacob Marisstraat - Jacob Maris, schilder
- Jacob van Campenstraat - Jacob van Campen
- Jacob van Ruysdaelstraat - Jacob van Ruysdael
- Jacques Perkstraat - Jacques Perk
- Jan Janslaan - Jan Jans (Almelo, 1 oktober 1893 – 21 februari 1963) was een Nederlands architect met een zeer grote belangstelling voor de cultuur van zijn streek Twente en een specialist op het terrein van de landelijke bouwkunst.
- Jan Sluyterslaan - Jan Sluijters ( 's-Hertogenbosch, 17 december 1881 – Amsterdam, 8 mei 1957 ) was een Nederlandse kunstschilder. Hij ontwierp ook affiches en was boekbandontwerper.
- Jan Steenstraat - Jan Steen, schilder
- Jan Tooropstraat - Jan Toorop, schilder
- Jan Vermeerstraat - Jan Vermeer
- Jan Voermanstraat - Jan Voerman
- Jan Wiegerslaan - Jan Wiegers
- Jan van Galenstraat - Jan van Galen
- Jan van Goyenstraat - Jan van Goyen, schilder
- Jasmijnstraat - jasmijn, plantensoort
- Johan Jongkindstraat - Johan Jongkind, schilder
- Johanna van Burenlaan - Johanna van Buren
- Johannes Bosboomstraat - Johannes Bosboom
- Joke Smitstraat - Joke Smit (Utrecht, 27 augustus 1933 – Amsterdam, 19 september 1981) was in de jaren zeventig van de twintigste eeuw een bekend Nederlands feminist.
- Joost van Den Vondelstraat - Joost van den Vondel
- Jozef Israëlsstraat - Jozef Israëls, schilder
- Julianastraat - Juliana der Nederlanden
- Jura - Jura, gebergte in Zwitserland waar de voormalige partnerstad Biel/Bienne gelegen is.

## K
- Kalevala - naar het Finse epos Kalevala en werk van Jean Sibelius
- Kalkovenweg - kalkoven
- Kalverstraat -
- Kamperfoeliestraat - kamperfoelie, plant
- Kanaalweg
- Karel Doormanstraat - Karel Doorman
- Karelia - Karelië is een historische regio in Noord-Europa, die gedeeltelijk deel uitmaakt van Finland maar voor het grootste deel in Rusland gelegen is; Jean Sibelius schreef de Kareliësuite.
- Kastanjelaan - kastanjeboom
- Keimpemahuis - Keimpemahuis
- Kemnade - De Kemnade is een klein kasteel in Wijnbergen, in de voormalige gemeente Bergh, thans gemeente Montferland.
- Keppel - Kasteel Keppel, ooit onderdeel van het Graafschap Zutphen, gelegen bij Laag-Keppel.
- Kerkengang -
- Kerkhofsweg -
- Kerkplein -
- Kerkstraat -
- Kerkweg -
- Kersenstraat - kers, boomsoort
- Kesselersweg -
- Keteldiepstraat - Keteldiep
- Kieftsbeeklaan -
- Kieftskamp -
- Kingmastate - Kingmastate
- Klaas Tabakstraat - Klaas tabak, verzetsman
- Klara Zetkinstraat - Klara Zetkin, Duitse politica en pedagoge
- Klein Hag -
- Kleine Getkates weg -
- Klimopstraat - klimop
- Klokkenbelt - tehuis voor ouderen
- Kloosterhofpad -
- Kloosterweg -
- Kluppelshuizenweg -
- Knibbeldijk -
- Knibbeldwarsdijk -
- Knoefsweg -
- Knoopshöfte -
- Koedijk -
- Kogellaan -
- Kolkstraat -
- Kollenveldsweg - nieuwbouwwijk aan de zuidoostkant van Almelo.
- Kolthofsingel -
- Kolthofstraat -
- Königweg -
- Kooikersweg -
- Koornmarkt -
- Korte Oosteres -
- Korte Prinsenstraat -
- Kortenaerstraat - Egbert Bartolomeusz Kortenaer (Groningen ca.1604 – bij Lowestoft 13 juni 1665) was een Nederlands admiraal en zeeheld uit de zeventiende eeuw.
- Kortenvoortstraat -
- Krikkenstraat -
- Krommendijk -
- Kroosstraat -
- Kruisweg -

## L
- Laak -
- Laan van Biel - Biel/Bienne, voormalige partnerstad in Zwitserland
- Laan van Denizli - Denizli is de hoofdstad en tevens hoofdstadsdistrict van de gelijknamige provincie Denizli in Turkije. Denizli en Almelo zijn tevens partnersteden.
- Laan van Indië -
- Laan van Iserlohn - Iserlohn is een plaats in de Duitse deelstaat Noordrijn-Westfalen, gelegen in de Märkischer Kreis in Sauerland. Iserlohn en Almelo zijn tevens partnersteden.
- Laan van Köge - Köge, voormalige partnerstad in Denemarken
- Laan van Kortrijk - Kortrijk, voormalige partnerstad in België
- Laan van Preston - Preston, partnerstad in Groot-Brittannië. Preston Palace ligt aan deze laan, hoewel aan de achterzijde.
- Laarwoud -
- Lagebeldsweg -
- Lammershuis -
- Lancashire - Lancashire, graafschap waarin de partnerstad Preston is gelegen
- Landweer -
- Lange Voort -
- Laurens Alma Tademastraat - Laurens Alma Tadema, kunstschilder
- Lavendelstraat - lavendel, plant
- Ledeboerslaan -
- Leemhorst - Leemhorst is een buurtschap in de gemeente Venlo, in de Nederlandse provincie Limburg.
- Leemslagenweg -
- Leeuwenburg - landgoed Leeuwenburg ligt aan de Langbroekerwetering tussen de Langbroekerdijk en de Gooijerdijk.
- Leharstraat - Franz Lehár (Komárom, 30 april 1870 – Bad Ischl, 24 oktober 1948) was een Oostenrijk-Hongaarse componist en dirigent, vooral bekend door zijn operettes.
- Lekstraat - rivier de Lek
- Lelyweg - Cornelis Lely, ingenieur
- Lichtenberg -
- Liebeek -
- Lieven de Keystraat - Lieven de Key
- Lindemanstraat -
- Lindestraat - lindeboom
- Lisdodde - lisdodde, waterplant
- Lisztstraat - Franz Liszt ( Raiding, 22 oktober 1811 – Bayreuth, 31 juli 1886) was een Hongaars componist en pianist.
- Lizzy Ansinghlaan - Lizzy Ansingh (Utrecht, 13 maart 1875 – Amsterdam, 14 december 1959) was een Nederlandse kunstschilderes.
- Loofgang -
- Looleestraat - de Loolee is een beek in de Nederlandse regio Twente in Overijssel.
- Loowaard - Huis Loowaard is een havezate en een voormalig kasteel gelegen ten zuiden van Loo, gemeente Duiven in de provincie Gelderland.

## M
- M T Steynstraat - Marthinus Theunis Steyn (Winburg, 2 oktober 1857 – Bloemfontein, 28 november 1916) was president van de Oranje Vrijstaat van 1896 tot 1902.
- Maardijk -
- Maasstraat - Maas, rivier
- Magerhorst - Het Huis Magerhorst is een havezate en een voormalig kasteel noordelijk gelegen van het dorp Duiven in de provincie Gelderland.
- Magnoliastraat - magnolia, plant
- Mahlerstraat - Gustav Mahler, componist
- Marchelmlaan - Marcellinus van Deventer eigenlijk Marchelm (? - 762) preekte het Evangelie in Coevorden en Oldenzaal.
- Margaritastraat -
- Marke Dulder - Dulder is een buurtschap in de Twentse gemeente Dinkelland in de Nederlandse provincie Overijssel. Dulder ligt ten noorden van Hengelo. Tot de gemeentelijke herindeling van 1 januari 2001 viel de buurtschap onder de gemeente Weerselo. Op 1 januari 2005 telde de buurtschap ongeveer 1060 inwoners. Dulder vormde in de middeleeuwen (toen veelal geschreven als Dulre) een boermarke in de kerspel Oldenzaal.
- Marke Elsen -
- Marke Haarle -
- Marke Hasselo -
- Marke Hertme -
- Marke Hezinge -
- Marke Mander -
- Marke Volthe -
- Markedijk -
- Markerichter - Eigenaars van een gewaard erf, zelfstandige boeren met meer dan een kwart waardeel (eigenerfden) werden "geërfde", “erfman” of “goedsheer” genoemd. Ze vormden het bestuur van de marke, met de markerichter als voorzitter.
- Markgraven -
- Markgravenweg -
- Markiezenhof -
- Marktplein -
- Marktstraat -
- Marquette - Kasteel Marquette in Heemskerk is gebouwd op de grondvesten van het oude rondeel Slot te Heemskerck.
- Martenastate - Martenastate
- Mastboersweg -
- Meindert Hobbemastraat - Meindert Hobbema, kunstschilder
- Melkweg -
- Menagerie - menagerie
- Mendelssohnstraat - Felix Mendelssohn Bartholdy, componist
- Menkemaborg - menkemaborg
- Mennistenhoek -
- Mensinge - Mensinge is een havezate bij Roden in de provincie Drenthe. Het huis, dat tot 1985 particulier bewoond was, is nu te bezichtigen als museum
- Merelstraat - merel, zangvogel
- Merwedehof -  Merwede
- Meulenbeldlaan -
- Mezenstraat - mezen, vogelsoort
- Minnemahuis - Minnemahuis
- Moermond - Slot Moermond is een oud kasteel in het dorp Renesse op Schouwen-Duiveland. Het huidige en derde kasteel is gebouwd naast de fundamenten van het oorspronkelijke kasteel van Costijn van Zierikzee dat gebouwd is tussen 1229 en 1244 en waarvan slechts enkele muren zijn behouden.
- Molenkampspark -
- Molenstraat -
- Montfort - Montfort is een stad in Midden-Limburg (Nederland), ten oosten van de Maas en ten zuiden van Roermond.
- Mooie Vrouwenweg -
- Morsch -
- Mozartstraat - Wolfgang Amadeus Mozart[8] (Salzburg, 27 januari 1756 – Wenen, 5 december 1791), eigenlijk Joannes Chrysostomus Wolfgangus Theophilus Mozart, was een uit het prinsaartsbisdom Salzburg (in het tegenwoordige Oostenrijk) afkomstige componist, pianist, violist en dirigent. Mozart was een wonderkind, dat op uitzonderlijk jonge leeftijd viool, klavecimbel en orgel speelde en kwalitatief hoogstaand werk componeerde.
- Mr G J ter Kuilelaan - G.J. ter Kuile (1871-1954), advocaat en procureur te Almelo; werd voor Twente inspecteur bij het lager onderwijs en voorzitter van de Voogdijraad te Almelo. Ter Kuile behoorde tot de 'aartsvaders' van de Twentse geschiedenis en 'Landeskunde'.
- Mr Hein Vrindstraat - Hein Vrind, verzetsman
- Muiderslot - Muiderslot

## N
- Nachtegaalstraat - nachtegaal, vogel
- Nederhorst - Nederhorst
- Nederhoven - Nederhoven
- Neerkanne - Het gedeelte aan de (noord)oostelijke kant van het Albertkanaal, heet Neerkanne, het andere, aan de (zuid)westelijke kant, heet Opkanne.
- Nico Werkmanlaan - Nico Werkman]
- Nicolaas Beetsstraat - Nicolaas Beets
- Nienoordhuis - Nienoord
- Nieuw Witvoet -
- Nieuwe Gravenweg -
- Nieuwlandsweg -
- Nieuwstraat -
- Nije Allee -
- Nijreesdwarsweg - zie Nijreesweg
- Nijreesmiddenweg - zie Nijreesweg
- Nijreessingel
- Nijreesweg - Het Nijrees is een Vinex-buurt en heet officieel Buitenplaats het Nijrees. De buurt kent geen eigen voorzieningen. Het Nijrees is gelegen aan de rand van het Nijreesbos en het Dikkersbos. Opvallend is het energiezuinige karakter van de buurt: veel huizen in het Nijrees zijn uitgerust met zonnepanelen. Alle straatnamen in de wijk zijn afkomstig uit de tuinarchitectuur. Onder de naam Nijrees Noord zijn er plannen om Nijrees in het noorden uit te breiden met 96 woningen. Zie kaart.
- Noordbroek -
- Noorderes -
- Noorderstraat -
- Noordikslaan -

## O
- Obrechtstraat - Jacob Obrecht (Gent, 1457/1458 – Ferrara, Italië, juli/augustus 1505) was een Vlaams componist.
- Oldengaerde - Oldengaerde is een voormalige havezate in de Drentse plaats Dwingeloo in het vroegere Dieverderdingspel.
- Oleanderhof - oleander, plantennaam
- Olmstraat - olm
- Oosteres -
- Ootmarsumsedwarsweg - dwarsstraat Ootmarsumsestraat
- Ootmarsumsestraat -  Ootmarsumsestraat richting Ootmarsum
- Orangerie - Een orangerie of oranjerie (van het Franse oranger: sinaasappelboom) is een gebouw waar men 's winters de kuipplanten bewaart, die 's zomers buiten staan.
- Oranjestraat - Oranjestraat
- Osingastate - Osingastate in Langweer
- Ossenkoppelerlaan -
- Oude Albergerweg - Albergen (Nedersaksisch: Albearge, Albeargn, Twents: Albearg) is een Nederlands dorp in de Overijsselse gemeente Tubbergen.
- Oude Paradijsweg -
- Oude Vriezenveenseweg - Vriezenveen
- Oude Wierdenseweg - Wierden
- Oude Windslaan -
- Overcinge - Overcinge is een monumentaal herenhuis in de Drentse plaats Havelte.

## P
- P C Boutensstraat - P.C. Boutens (Middelburg, 20 februari 1870 – Den Haag, 14 maart 1943), auteursnaam P.C. Boutens, was een Nederlandse dichter en classicus.
- P C Hooftstraat - Pieter Corneliszoon Hooft (Amsterdam, 16 maart 1581 – Den Haag, 21 mei 1647) was een Nederlandse geschiedkundige, dichter en toneelschrijver.
- P J de Kokstraat -
- Paganinistraat - Niccolò Paganini (Genua, 27 oktober 1782 – Nice, 27 mei 1840) was een in het Italiaanse Genua geboren vioolvirtuoos en componist.
- Palestrinastraat - Giovanni Pierluigi da Palestrina, Italiaans componist
- Palet -
- Palmhof -
- Paradijsweg -
- Parallelweg - de straat loopt parallel aan het spoor.
- Parkweg -
- Parmentierweg -
- Parterre -
- Passage -
- Pastoor Ossestraat -
- Pater Bleijsstraat -
- Perenstraat -
- Pergola - pergola
- Piet Heinstraat - Piet Hein
- Piet Mondriaanstraat - Piet Mondriaan
- Pieter Lastmanstraat - Pieter Lastman (Amsterdam, 1583 – Amsterdam, 4 april 1633) was een Nederlands schilder uit de Gouden Eeuw.
- Pieter Poststraat - Pieter Post (Haarlem, gedoopt 1 mei 1608 – Den Haag, begraven 8 mei 1669) was een Nederlands architect en kunstschilder.
- Pieter de Hoochstraat - Pieter de Hooch (Rotterdam, 20 november 1629 – 24 maart 1684 in het Dolhuis te Amsterdam) is een Nederlandse kunstschilder. Zijn naam wordt ook wel geschreven als Pieter de Hoogh, Pieter de Hooghe en Pieter Hendricksz. de Hooch.
- Pijlkruidstraat - pijlkruid
- Pijperstraat - Willem Pijper (Zeist, 8 september 1894 – Leidschendam, 19 maart 1947) was een Nederlands componist en auteur over muziek.
- Planthofsweg -
- Platanenstraat - plataan, boomsoort
- Plateau -
- Plesmanweg - Albert Plesman, luchtvaartpionier
- Plompstraat -
- Poptastate - Poptastate
- Posthuislaan -
- Poulinkstraat -
- Prattenburg - Prattenburg is een landgoed en buitenplaats op de Utrechtse Heuvelrug in de gemeente Rhenen bij Veenendaal in de Nederlandse provincie Utrecht.
- Prieel - Prieel
- Primulastraat - primula
- Prins Bernhardstraat - Bernhard van Lippe-Biesterfeld, (Jena, 28 of 29 juni 1911 – Utrecht, 1 december 2004), was de prins-gemaal van koningin Juliana der Nederlanden en de vader van onder anderen Juliana's opvolgster, koningin Beatrix.
- Prins Hendrikstraat - Hendrik van Mecklenburg-Schwerin (Schwerin, 19 april 1876 – Den Haag, 3 juli 1934), Prins der Nederlanden, Hertog van Mecklenburg, geboren als Heinrich Wladimir Albrecht Ernst Herzog zu Mecklenburg, was de echtgenoot van koningin Wilhelmina der Nederlanden.
- Prinsenkampsweg -
- Prinsenstraat -
- Prinses Catharina-Amaliaplein - Prinses Catharina-Amaliaplein
- Professor Rutgersstraat - Arend Joan Rutgers (Almelo, 20 oktober 1903 – Almen, 2 september 1998) was een Nederlands fysisch chemicus die zich vooral verdienstelijk heeft gemaakt met zijn wetenschappelijk werk op het gebied van elektrokinetische verschijnselen in colloïden en de oppervlaktechemie in het algemeen.
- Professor Teldersstraat - Ben Telders (Den Haag, 19 maart 1903 – Bergen-Belsen (Duitsland), 6 april 1945) was een Nederlandse rechtsgeleerde en politicus.

## R
- R J Schimmelpenninckstraat - Rutger Jan Schimmelpenninck (Deventer, 31 oktober 1761 – Amsterdam, 15 februari 1825), heer van Nijenhuis, Peckedam en Gellicum, was een Nederlands jurist, ambassadeur en politicus, onder andere raadpensionaris van het Bataafs Gemenebest
- Rachmaninofstraat - Sergej Rachmaninov (Novgorod, 1 april 1873 – Beverly Hills, 28 maart 1943) was een Russisch componist, pianist, dirigent en muziekpedagoog.
- Radboud - Radboud
- Rameaustraat - Jean-Philippe Rameau (Dijon, 25 september 1683 – Parijs, 12 september 1764) was een van de belangrijkste barokcomponisten in het algemeen en van Franse componisten in het bijzonder.
- Rappersweg -
- Ravelstraat - Maurice Ravel (Ciboure, 7 maart 1875 – Parijs, 28 december 1937) was een Frans componist van Zwitsers-Baskische afkomst. Hij geldt als een van de voornaamste componisten van de 20e eeuw en, met zijn oudere landgenoot Claude Debussy, als de belangrijkste impressionist in de klassieke muziek, en als voorloper/initiator van het expressionisme.
- Van Rechteren Limpurgsingel
- Reeststraat - Reest, riviertje
- Reggestraat - Regge, riviertje
- Reigersstraat - reigers, vogelfamilie
- Rembrandtlaan - Rembrandt van Rijn, schilder
- Rengelinkstraat - Wim Rengelink (Winterswijk, 10 oktober 1912 – Hilversum, 12 april 1999) was een Nederlandse verzetsstrijder en omroepbestuurder (VARA, NTS, NOS).
- Rensumaborg - Rensumaborg
- Resedastraat - reseda, plant
- Reuvekamplaan -
- Reviuslaan - Jacobus Revius (Deventer, november 1586 – Leiden, 15 november 1658), geboren als Jakob Ree(f)fsen en ook bekend onder de naam Jacques de Rèves, was een Nederlands predikant, dichter, vertaler en (kerk)historicus. Hij organiseerde de oprichting van het Deventer  Athenaeum Illustre en bewaakte de strikt calvinistische identiteit er van. Revius publiceerde overwegend Nederlandstalig werk.
- Richard Holstraat - Richard Hol (Amsterdam, 23 juli 1825 – Utrecht, 14 mei 1904), was een Nederlandse componist en dirigent.
- Rietstraat -
- Rijksweg -
- Rijnstraat - Rijn
- Robbenhaarsweg -
- Rohofstraat - Rohof is een buurt in de Nederlandse stad Almelo. De buurt, ten westen van de binnenstad, is voornamelijk gebouwd tussen 1930 en 1960 en ligt aan de oostkant van de wijk Wierdense Hoek. Rohof wordt omsloten door de Wierdensestraat, de binnenstadsring en de spoorlijn.
- Rombout Verhulstlaan - Rombout Verhulst
- Rondeel - rondeel
- Rondhuisstraat -
- Rondweg -
- Rosa Luxemburgstraat - Rosa Luxemburg (Zamość (Polen), 5 maart 1871 – Berlijn, 15 januari 1919) was een Duits marxistisch politica, filosofe en revolutionaire. Ze werd geboren in een Pools-Joods middenklassengezin, in wat toen Russisch Polen was.
- Roskamstraat - roskam
- Rossinistraat - Gioacchino Rossini (Pesaro, 29 februari 1792 – Passy (tegenwoordig een stadsdeel van Parijs), 13 november 1868) was een Italiaanse componist. In een periode van twintig jaar (1810-1829) componeerde hij 40 opera's.
- Rozenstraat - rozen, plantenfamilie
- Rustweg -
- Rutger Jan Schimmelpenninckstraat -

## S
- Salomonsonstraat -
- Sandenburg - Kasteel Sandenburg is een Nederlands kasteel in Langbroek (gemeente Wijk bij Duurstede) in de provincie Utrecht. Het behoort tot het gelijknamige landgoed.
- Sauerland - regio waarin Iserlohn, partnerstad van Almelo, is gelegen.
- Schaepmanlaan - Herman Schaepman. (Tubbergen, 2 maart 1844 – Rome, 21 januari 1903) was een Nederlands dichter, rooms-katholiek priester, theoloog en politicus. Hij speelde een doorslaggevende rol in de katholieke emancipatie als eerste priester die lid van de Tweede Kamer werd.
- Schalderoi -
- Schapendijk -
- Scheldehof -
- Schelfhorst - Schelfhorst, een wijk in Almelo
- Schelfhorst Werve -
- Schelfhorstweg - Schelfhorst, een wijk in Almelo
- Scheybeek - Park Scheybeeck met Huize Scheybeeck aan de Velserweg 2 te Beverwijk
- Schierstins - Schierstins
- Schietspoel - schietspoel
- Schipbeekstraat - De Schipbeek (Nedersaksisch: bêke) is een zijstroom van de rivier de IJssel en stroomt door Duitsland en Nederland. Het is een grotendeels gegraven beek die stroomt door het zuiden van Twente en het noorden van de Achterhoek.
- Schokland - Schokland, vroeger eiland in de Zuiderzee
- Schoolstraat -
- Schouwburgplein -
- Schubertstraat - Franz Schubert (Wenen, 31 januari 1797 – aldaar, 19 november 1828) was een Oostenrijks componist.
- Schuilenburglaan / Schuilenburg - Havezate Schuilenburg ten westen van Almelo
- Schuilenburgsingel - Kasteel Schuilenburg ten westen van Almelo
- Schulpvijver - term uit tuinarchitectuur, schaalachtige vijver
- Schumannstraat - Robert Schumann (Zwickau, 8 juni 1810 – Endenich (bij Bonn), 29 juli 1856) was een Duitse componist in de tijd van de romantiek.
- Schuttenstraat -
- Seeland - Deens eiland en regio waar de voormalige partnerstad Køge is gelegen
- Seringenstraat - sering, plantenfamilie
- Sesastraat - Fabriekscomplex Kapok-, Tricot en Veerenfabriek Scholl, Engberts en Scholten (SESA)
- Sibeliusstraat - Jean Sibelius (Hämeenlinna, 8 december 1865 – Järvenpää bij Helsinki, 20 september 1957) was een Fins componist, muziekpedagoog en dirigent.
- Singraven - Singraven is een landgoed nabij Denekamp in de gemeente Dinkelland. Tot het landgoed behoren behalve de havezate ook de watermolen van Singraven (1448) aan de Dinkel, een koetshuis (1868) en een aantal pachtboerderijen.
- Sint Josephstraat -
- Slachthuiskade
- Slagendwarsweg -
- Slagenweg -
- Slangemuur -
- Slangenburg - Slangenburg is een kasteel in de Nederlandse gemeente Doetinchem, ongeveer 3 kilometer van de stad Doetinchem verwijderd.
- Slot -
- Sluiskade Noordzijde -
- Sluiskade Zuidzijde -
- Sluisweg -
- Sluitersveldsingel - Sluitersveldssingel
- Smetanastraat - Bedřich Smetana (Litomyšl, 2 maart 1824 – Praag, 12 mei 1884) was een Tsjechisch componist die vooral bekend werd door de cyclus van zes symfonische gedichten: Má Vlast (mijn vaderland).
- Smirnoffweg
- Sniederhof -
- Soeteman -
- Spechtstraat - specht, bosvogel
- Sportlaan -
- Spreeuwenstraat - De spreeuw (Sturnus vulgaris) (zangⓘ) is een vogel uit de familie van de spreeuwachtigen (Sturnidae) uit de orde zangvogels (Passeriformes). Hoewel hij het hele jaar door te zien is, is het een trekvogel. De spreeuwen die wij hier 's zomers zien, zitten 's winters zuidelijker en onze winterspreeuwen bevinden zich 's zomers noordelijker.
- Stadhuisplein -
- Stadionlaan -
- Staniastate - Stania State is een Friese state of stins in Oenkerk, een dorp in de gemeente Tietjerksteradeel.
- Stationsplein -
- Stationsstraat -
- Steffensweg -
- Sterrebos -
- Stins - stins
- Stokkelersweg - Stokkel
- Strauszstraat - Johann Strauss jr. (Wenen, 25 oktober 1825 – aldaar, 3 juni 1899) was een Oostenrijks violist en componist van vele walsen en operettes.
- Strawinskystraat - Igor Stravinsky  (Oranienbaum, 17 juni 1882 – New York, 6 april 1971) was een van de belangrijkste componisten van de 20e eeuw.
- Strijdhoef -
- Sumatraplein - Sumatra
- Sumatrastraat - Sumatra
- Suze Robertsonlaan - Suze Robertson (Den Haag, 17 december 1855 – aldaar, 18 oktober 1922) was een Nederlandse schilderes en tekenares.
- Swanehof -
- Swanenburg - Isaac Claesz. van Swanenburg, (van) Swanenburgh, Swanenburch en diverse andere varianten  (Leiden, 19 augustus 1537 – aldaar, 10 maart 1614) was een Noord-Nederlandse kunstschilder en burgemeester.
- Sweelincklaan - Jan Pieterszoon Sweelinck (Deventer, [?] mei 1562 – Amsterdam, 16 oktober 1621) was een Nederlands componist, organist, klavecinist, muziekpedagoog, muziekorganisator en ensembleleider. Hij geldt als de belangrijkste (Noord)Nederlandse componist van de Vroegmoderne Tijd, in de overgang van renaissance- naar barokmuziek.
- Sypesteyn - Kasteel Sypesteyn is een kasteel in de Noord-Hollandse gemeente Wijdemeren.

## T
- Talmahof -
- Tammingaborg - Tammingaborg (Bellingeweer), voormalige borg bij het voormalige Groningse dorp Bellingeweer
- Tapiola - Tapiola is een zogenaamde tuinstad in de Finse gemeente Espoo, gelegen ten westen van de Finse hoofdstad Helsinki en een symfonisch gedicht van Jean Sibelius
- Te Werve -
- Te Zanen -
- Telemannstraat - Georg Philipp Telemann (Maagdenburg, 14 maart 1681 – Hamburg, 25 juni 1767) was een Duits barokcomponist, dirigent en organist en vermoedelijk de meest productieve componist in de geschiedenis.
- Telgenkamp -
- Ten Bosstraat - J.L. Ten Bos, textielfabrikant.
- Ten Donck -
- Ter Bruggehof -
- Ter Hooge -
- Ter Kleef -
- Ter Wadding - Ter Wadding is een landhuis in de gemeente Voorschoten.
- Terras - terras
- Theater -
- Thomas Ainsworthlaan - Thomas Ainsworth (Bolton-le-Moors, 22 december 1795 – Nijverdal, 13 februari 1841) was een Engels textieltechnicus en wordt beschouwd als de grondlegger van de katoenindustrie in Twente.
- Thomas a Kempislaan -  Thomas a Kempis was een middeleeuws augustijner kanunnik, kopiist, schrijver en mysticus. Hij was lid van de spirituele beweging van de Moderne Devotie en een volgeling van Geert Grote en Florens Radewijns, de stichters van de congregatie der Broeders des Gemenen Levens.
- Thorbeckelaan - Johan Rudolph Thorbecke (Zwolle, 14 januari 1798 – Den Haag, 4 juni 1872) was een Nederlands staatsman van liberale signatuur. Hij wordt als de grondlegger van het parlementarisme in Nederland beschouwd.
- Tijhofslaan - boerderijnaam Tijhof
- Titus Brandsmahof - Titus Brandsma
- Toekomstweg -
- Tollensstraat - Hendrik Tollens (Rotterdam, 24 september 1780 – Rijswijk, 21 oktober 1856) was een Nederlandse dichter.
- Touwbaan -
- Treubstraat - Willem Treub (Voorschoten, 30 november 1858 – Den Haag, 24 juli 1931) was een Nederlands liberaal econoom, politicus, hoogleraar aan de Gemeentelijke Universiteit van Amsterdam, en minister van Landbouw, Nijverheid en Handel, en minister van Financiën.
- Troelstralaan - Pieter Jelles Troelstra
- Trompstraat - Maarten Harpertszoon Tromp (Den Briel, circa 23 april 1598 – Slag bij Ter Heijde, 10 augustus 1653) was een Nederlands zeevaarder en luitenant-admiraal in de Nederlandse marine. Tromp geniet faam als bekend zeeheld in de Nederlandse geschiedenis.
- Trouwehuislaan -
- Tsjaikowskystraat - Pjotr Iljitsj Tsjaikovski (Votkinsk, 7 mei 1840 – Sint-Petersburg, 6 november 1893), ook wel Peter Tsjaikovski genoemd, was een Russisch componist wiens muziek door landgenoten uit zijn tijd, in het bijzonder de leden van Het Machtige Hoopje, als (te) westers werd bestempeld.
- Tubbergerweg - Tubbergen
- Tuinstraat -
- Tuinvaas -
- Tulpenstraat -
- Tuonela - De zwaan van Tuonela, symfonisch gedicht van Jean Sibelius
- Twenteborg Ziekenhuis -
- Twentelaan - Twente
- Twentepoort Oost -
- Twentepoort West -
- Twentheplein -
- Twickel - Twickel

## U
- Uniastate - Uniastate

## V
- Valeriusstraat - Adriaen Valerius, een bekende Nederlandse dichter en componist.
- Van Harenstins -
- Van 't Hofflaan - Jacobus van 't Hoff (Rotterdam, 30 augustus 1852 – Steglitz (Berlijn), 1 maart 1911) was een Nederlands scheikundige en winnaar van de eerste Nobelprijs voor de Scheikunde (1901). Hij wordt gezien als een van de grondleggers van de stereochemie en de fysische chemie.
- Van Houtenhof - Samuel van Houten' (Groningen, 17 februari 1837 – Den Haag, 14 oktober 1930) was een  Nederlands liberaal politicus.
- Van Meelweg - Marinus van Meel (Rotterdam, 28 november 1880 – Den Haag, 12 juni 1958) was een Nederlandse vliegtuigbouwer.
- Van Regteren Limpurgsingel - Van Rechteren Limpurgsingel
- Van Riemsdijkweg -
- Van Speijkstraat - Jan van Speijk (Amsterdam, 31 januari 1802 — Antwerpen, 5 februari 1831) was een Nederlands kanonneerbootcommandant tijdens de Belgische opstand.
- Van Weerden Poelmanweg - Hendrik van Weerden Poelman, luchtvaartpionier[9]
- Van Wulfften Palthestraat -
- Van der Hoopweg -
- Vandeinselaan - Jacobus Joännes van Deinse (Enschede, 6 januari 1867 – aldaar, 24 februari 1947) wordt wel de primus inter pares genoemd[7] onder de Twentse regionalisten van voor de Tweede Wereldoorlog vanwege zijn onderzoek en publicaties maar vooral vanwege de vele initiatieven die hij nam en functies die hij bekleedde in de wereld van de Enschedese en Twentse cultuur en geschiedenis.
- Vechtstraat - rivier Vecht in Overijssel
- Veenelandenweg -
- Veldkampsweg -
- Veldkersstraat - veldkers
- Veldzicht -
- Vellekatelaan -
- Verdilaan - Giuseppe Verdi (Le Roncole, 10 oktober 1813 – Milaan, 27 januari 1901) was een van de grootste componisten van Italiaanse opera's, waarvan hij er in totaal zesentwintig schreef.
- Verzetslaan -
- Vijverhof -
- Vincent van Goghplein - Vincent van Gogh
- Vinkenstraat - vinken, vogelfamilie
- Violierstraat - violier, plantennaam
- Virulyweg - Adriaan Viruly (Breda, 5 januari 1905 – Amsterdam, 13 augustus 1986), bijgenaamd "Jons", was een Nederlandse vlieger, schrijver en Engelandvaarder.
- Vissedijk -
- Vista - doodlopende weg in het verlengde van de Nije Allee
- Vivaldistraat - Antonio Vivaldi (Venetië, 4 maart 1678 – Wenen, 28 juli 1741) was een Italiaans violist, priester en componist.
- Vlierstraat - vlier, plantensoort
- Volkerinksstraat -
- Voltastraat - Alessandro Volta (Como, 18 februari 1745 – Camnago, bij Como, 5 maart 1827) was een Italiaans natuurkundige die bekend is geworden door zijn ontdekking van de elektrische batterij ofwel de voltaïsche cel (Zuil van Volta). De volt is naar hem genoemd.
- Von Weberstraat - Carl Maria von Weber (Eutin, 18 november 1786 – Londen, 5 juni 1826) was een Duitse componist. Hij is vooral bekend door de opera's Der Freischütz, Euryanthe en Oberon.
- Voorwijk -
- Vredeveld -
- Vrielinkslaan -
- Vriezelaan -
- Vriezenveenseweg - Vriezenveen

## W
- W H Vliegenhof - Willem Vliegen (Gulpen, 20 november 1862 – Bloemendaal, 29 juni 1947) was een Nederlands journalist en politicus.
- Waalstraat - Waal
- Wagnerstraat - Richard Wagner (Leipzig, 22 mei 1813 – Venetië, 13 februari 1883) was een Duits componist.
- Walenburg - Kasteel Walenburg is een uit de 13e eeuw stammende ridderhofstad aan de Langbroekerwetering in Neerlangbroek. Het kasteeltje ligt op een vierkant eilandje, met daarachter een tweede eilandje waarop de tuin zich bevindt.
- Waltastate - er zijn Walta States in Wieuwerd en in Bozum
- Wanschersdwarsweg -
- Wanschersweg -
- Ware -
- Wateregge -
- Wedderborg - De Wedderborg, ook Wedderburcht, ook wel Addingaborg, Huis te Wedde of de Burcht genoemd, is een borg in het dorp Wedde in de provincie Groningen.
- Weefgetouw - weefgetouw
- Weerestein - Weerestein (ook wel: Weeresteyn of Werestein) is een buitenplaats of kasteel langs de rivier de Vecht bij het Nederlandse dorp Nieuwersluis.
- Weezebeeksingel - De Weezebeek begint ten zuidoosten van Almelo en mondt ten westen van Almelo via de Eksose Aa in de Regge uit.
- Weggelerstraat -
- Weidehuislaan -
- Weitemansweg -
- Weldam - Weldam is een kasteel, vroegere havezate en landgoed gelegen in de buurtschap Kerspel Goor in de Nederlandse gemeente Hof van Twente. Het ligt ten zuiden van de plaats Goor in de provincie Overijssel.
- Welgelegen -
- Well - Slot van Well, is een waterburcht van het dorp Well, in de gemeente Maasdriel in de Nederlandse provincie Gelderland.
- Werfstraat -
- Westerdokstraat -
- Westermaatweg -
- Westerstraat -
- Wethouder E van Dronkelaarplein -
- Wethouder K vd Sluijslaan -
- Wethouder Kortenbout van der Sluijslaan -
- Wethouder E. van Dronkelaarplein -
- Wethouder Hinnenlaan -
- Wethouder Kortenbout van der Sluijslaan -
- Wethouder Schotveldlaan -
- Weversweg -
- Wickenburg - Wickenburgh, een kasteel bij 't Goy in de Nederlandse gemeente Houten
- Wiekslagen -
- Wierdensestraat - Wierdensestraat richting Wierden
- Wijlre - Wijlre
- Wilgenstraat - wilgenboom
- Wilhelminastraat - Wilhelmina der Nederlanden
- Willem Kloosstraat - Willem Kloos (1859-1938), bekend als vertegenwoordiger van de Tachtigers.
- Willem Mesdagstraat - Hendrik Willem Mesdag (Groningen, 23 februari 1831 – Den Haag, 10 juli 1915) was een Nederlands kunstschilder, aquarellist, etser en lithograaf.
- Willem de Clercqstraat - Willem de Clercq
- Willem van Konijnenburgstraat - Willem van Konijnenburg
- Willemsgang -
- Windhoeksweg - Windhoek is de hoofdstad en de grootste stad (Engels: municipality) van de Republiek Namibië.
- Windmolen -
- Windmolenbroeksweg -
- Windslaan -
- Wingerd - wingerd, plantenfamilie
- Winkelsteeg -
- Wintertuin -
- Wittem - Wittem
- Witvoetenstraat -
- Wolfraath - Kasteel Wolfrath is gelegen in de nabijheid van het Nederlands Limburgse dorp Holtum.
- Wondedwarsweg -
- Wondestraat -
- Wonner - Wonner

## Z
- Zeearend - zeearend, roofvogel
- Zeven Bosjes -
- Zilvermeeuw - zilvermeeuw, meeuwensoort
- Zonnebloemstraat - zonnebloem, plant
- Zuidbroeksweg -
- Zuiderstraat -
- Zuidwijck -
- Zuilenburg - Kasteel Zuilenburg is een Nederlands kasteel in Overlangbroek (gemeente Wijk bij Duurstede) in de provincie Utrecht. Het is ook bekend onder de benamingen Zuylenburg, Zuijlenburg, Zuijlenborch en Klein Zuilenburg.
- Zwaluwenstraat - zwaluwen, vogelfamilie
- Zwanebloemstraat - zwanenbloem, moerasplant
- Zwanenbelt -
- Zweersstraat - Bernard Zweers (Amsterdam, 18 mei 1854 – Amsterdam, 9 december 1924) was een Nederlandse componist en dirigent.